# Gammarus hyalelloides
Gammarus hyalelloides är en kräftdjursart som beskrevs av Cole 1976. Gammarus hyalelloides ingår i släktet Gammarus och familjen Gammaridae. IUCN kategoriserar arten globalt som sårbar. Inga underarter finns listade i Catalogue of Life.